# Gare de Jumet
Ne doit pas être confondu avec Gare de Jumet-Hamendes.
La gare de Jumet est une gare ferroviaire (fermée et détruite) belge des lignes 119, de Luttre à Châtelet et 119A, de Jumet à Marchienne-Est, située dans le quartier de Jumet-Brûlotte à Jumet, section de la ville de Charleroi dans la province de Hainaut en région wallonne.
Elle est mise en service en 1877 par les chemins de fer de l'État belge. Elle est fermée au service des voyageurs en 1953 et au service des marchandises en 1989 par la Société nationale des chemins de fer belges (SNCB).
Le bâtiment voyageurs et les installations de la gare ont été totalement détruites pour laisser place à un réaménagement de l'ancienne place de la Station devenue Place Reine Astrid.

## Situation ferroviaire
Établie à 161 mètres d'altitude, la gare de Jumet était située au point kilométrique (PK) 10,9 de la ligne 119, de Luttre à Châtelet, entre les haltes de Malavée et de Houbois. Elle constituait également l'origine (PK 0,0) de la ligne 119A, de Jumet à Marchienne-Est.

## Histoire

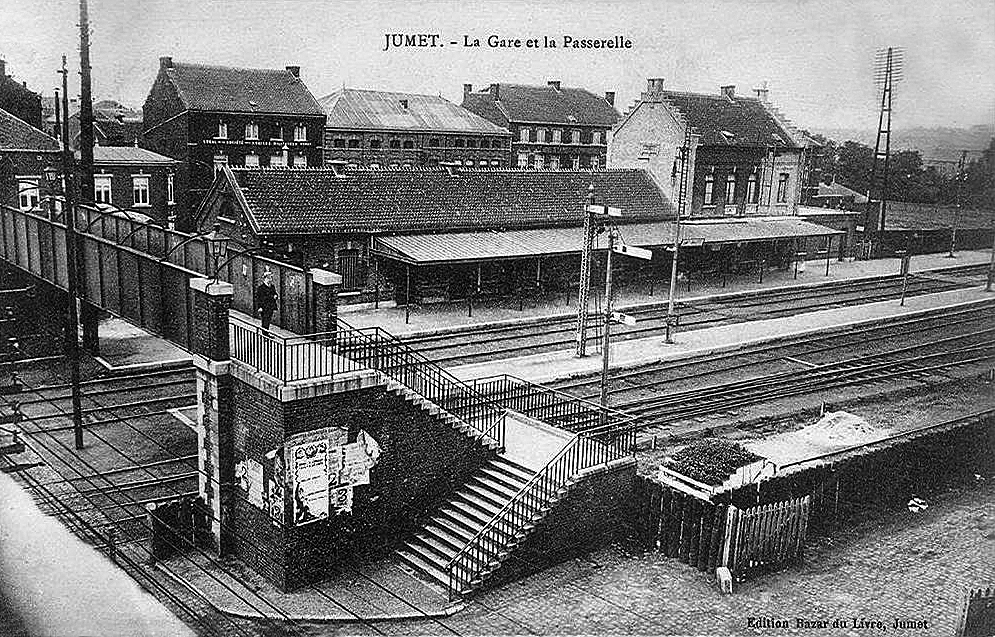
Intérieur de la gare au début des années 1900.

La station de Jumet-Brûlotte est mise en service le 10 mars 1877 par les Chemins de fer de l'État belge, lors de l'ouverture à l'exploitation de la section de Gosselies à Jumet-Brûlotte— dernier maillon manquant de la ligne de Luttre à Châtelet (future ligne 119) —. La section suivante de Jumet à la bifurcation de Noir Dieu — dernier maillon manquant de la ligne de Luttre à Châtelet (future ligne 119) — est ouverte le 24 mars 1879. Le 8 mars 1880, une courte ligne de 4,7 km reliant Jumet à Marchienne-Est est à son tour inaugurée par l’État belge.
Le service voyageurs est arrêté le 4 octobre 1953 sur la ligne 119. Celui de la ligne 119A vers Marchienne n'avait pas été rétabli après la Seconde Guerre mondiale, où subsistera une desserte marchandises du seul tronçon Jumet - Lodelinsart-Ouest, qui ferme finalement en 1965.
La desserte par les trains de marchandises de la ligne 119 perdure jusqu'au 16 septembre 1985 entre Jumet et Thiméon et jusqu'au 25 août 1989 entre Jumet et Gilly-Sart-Allet. Les rails sont démontés sur les deux tronçons de part et d'autre de la gare en 1988 et 1990.

## Après le chemin de fer
Le quartier est réaménagé, avec la démolition de l'ensemble des installations de la gare, la construction d'immeubles et l'agrandissement de l'ancienne place de la Station devenue la place de la Reine Astrid.